# 614
614 (DCXIV na numeração romana) foi um ano comum do século VII, do Calendário Juliano, da Era de Cristo, teve início e fim numa terça-feira, com a letra dominical F.
| ano completo                       |
| ---------------------------------- |
| Ano comum com início à terça-feira |

## Eventos
- Ocupação persa de Jerusalém